# Sœurs de la Visitation du Japon
Les Sœurs de la Visitation du Japon (latin : Congregatio Sororum Visitationis) est une congrégation religieuse enseignante et hospitalière de droit pontifical. C'est la 1re congrégation religieuse autochtone du Japon.

## Histoire
En 1912, Albert Breton, de la société des missions étrangères de Paris et missionnaire au Japon, obtient la permission de se rendre en Californie (Los Angeles et San Francisco surtout) pour s'occuper de petites communautés japonaises émigrées. Il crée ainsi la 1re mission dédiée aux japonais aux États-Unis. En 1915, quatre jeunes filles japonaises originaires du diocèse de Nagasaki viennent l'aider à gérer les écoles et orphelinats d'enfants japonais.
Le Père Breton revient définitivement au Japon en juin 1921. Il s'installe à Ōmori, dans la banlieue de Tokyo. Les quatre jeunes filles japonaises venues l'aider se forment à la vie religieuse auprès des sœurs de l'Enfant Jésus.
La congrégation est officiellement fondée en 1925 à Fukuoka et reconnu comme institut religieux de droit diocésain par Fernand-Jean-Joseph Thiry, évêque du diocèse de Fukuoka. Il reçoit le décret de louange du pape Pie XII le 18 décembre 1942 et ses constitutions religieuses sont approuvées définitivement par le Saint-Siège le 18 décembre 1950.

## Activité et diffusion
Les sœurs se consacrent à diverses œuvres (implication éducative, paroisse, aide aux personnes seules, malades ou en difficulté, sans-abri, toxicomane, etc).
Elles sont présentes au Japon et au Timor oriental.
La maison-mère est à Kamakura.
En 2017, la congrégation comptait 96 sœurs dans 9 maisons.